# Б'єнвіль (парафія)
Шаблон:StateAbbr_ 32°21′ пн. ш. 93°04′ зх. д. / 32.35° пн. ш. 93.06° зх. д.
Округ  Б'єнвіль (англ. Bienville Parish) — округ (парафія) у штаті  Луїзіана, США. Ідентифікатор округу 22013.

## Історія
Парафія утворена 1848 року.

## Демографія
За даними перепису 
2000 року 
загальне населення округу становило 15752 осіб, зокрема міського населення було 3087, а сільського — 12665.
Серед мешканців округу чоловіків було 7513, а жінок — 8239. В окрузі було 6108 домогосподарств, 4216 родин, які мешкали в 7830 будинках.
Середній розмір родини становив 3,09.
Віковий розподіл населення поданий у таблиці:
| Стать    | До 15 років | 15-21 | 22-29 | 30-39 | 40-49 | 50-65 | 65-85 | Понад 85 |
| -------- | ----------- | ----- | ----- | ----- | ----- | ----- | ----- | -------- |
| Чоловіки | 1777        | 873   | 569   | 956   | 1018  | 1227  | 953   | 140      |
| Жінки    | 1647        | 821   | 651   | 1077  | 1058  | 1307  | 1332  | 346      |

## Виноски
1. ↑  U.S. Decennial Census. United States Census Bureau. Архів оригіналу за 26 квітня 2015. Процитовано 20 серпня 2014.
2. ↑  Historical Census Browser. University of Virginia Library. Архів оригіналу за 11 серпня 2012. Процитовано 20 серпня 2014.
3. ↑  Population of Counties by Decennial Census: 1900 to 1990. United States Census Bureau. Архів оригіналу за 15 вересня 2014. Процитовано 20 серпня 2014.
4. ↑  Census 2000 PHC-T-4. Ranking Tables for Counties: 1990 and 2000 (PDF). United States Census Bureau. Архів оригіналу (PDF) за 18 грудня 2014. Процитовано 20 серпня 2014.
5. ↑  Bienville Parish, Louisiana. quickfacts.census.gov. Архів оригіналу за 7 липня 2011. Процитовано 19 листопада 2012. [Архівовано 2011-07-13 у Wayback Machine.](англ.) Наведено за англійською вікіпедією.
6. ↑  American FactFinder. Бюро перепису населення США. Архів оригіналу за 26 лютого 2012. Процитовано 31 січня 2008. [Архівовано 2008-05-21 у Wayback Machine.]

| США | Це незавершена стаття з географії США. Ви можете допомогти проєкту, виправивши або дописавши її. |